# Atchison, Topeka and Santa Fe Railway

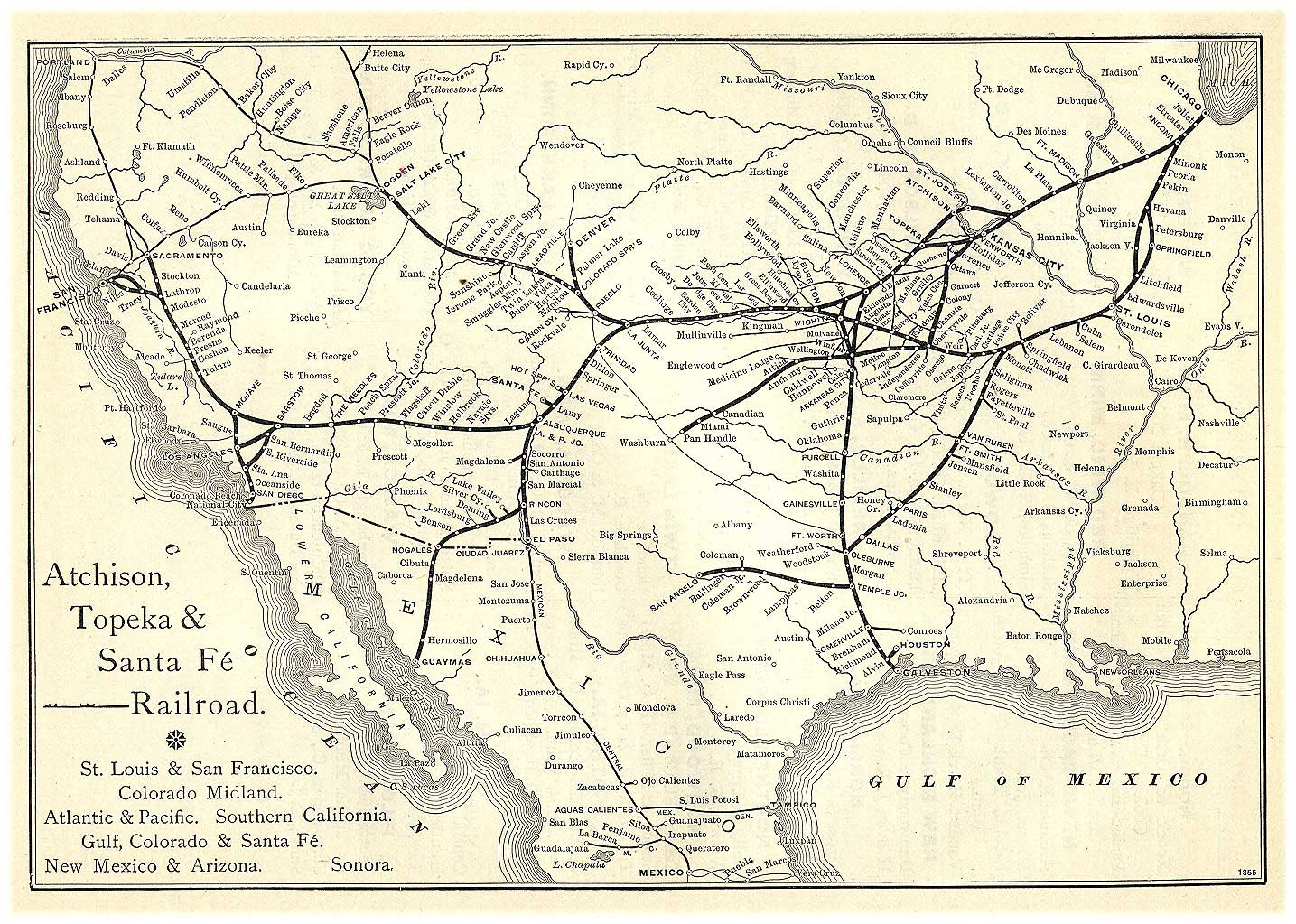
A map of "The Santa Fé Route" and subsidiary lines, as published in an 1891 issue of the Grain Dealers and Shippers Gazetteer.

Atchison, Topeka and Santa Fe Railway, sovint abreujat Santa Fe o AT & SF, va ser una de les línies de ferrocarril més llargues dels Estats Units. Es va començar a construir el febrer de 1859 i va arribar a la frontera entre Kansas i Colorado el 1873 i a la ciutat de Pueblo (Colorado), el 1876. Per fomentar la demanda de serveis, la companyia va establir oficines immobiliàries al llarg del recorregut de la línia i va vendre les terres agrícoles que li havia concedit el Congrés dels Estats Units.
Malgrat el nom, la línia principal mai no va arribar a Santa Fe (Nou Mèxic), ja que el terreny era massa difícil; finalment hi va accedir un ramal des de Lamy.
El Santa Fe va ser el capdavanter en el servei de càrrega intermodal i l'empresa va arribar a tenir un estol de remolcadors, una línia aèria (l'efímera Santa Fe Skyway) i una línia d'autobusos de transport de passatgers que es va estendre a les zones que no són accessibles per ferrocarril, així com transbordadors a la badia de San Francisco que permetien als viatgers de completar el viatge cap a l'oest fins al Pacífic.
L'ATSF va ser el tema d'una cançó de Harry Warren i Johnny Mercer "On the Atchison, Topeka i Santa Fe", escrita per a la pel·lícula de 1946, The Harvey Girls.
La companyia va deixar de funcionar oficialment el 31 de desembre de 1996, quan es va fusionar amb el ferrocarril del nord de Burlington per formar el tren Burlington Northern i Santa Fe (més tard rebatejat BNSF Railway).